# غبي منه فيه (فلم)
غبي منه فيه فيلم مصري من إنتاج عام 2004 للمخرج رامي إمام من بطولة هاني رمزي ونيللي كريم.

## قصة الفيلم
تدور أحداث الفيلم حول «سلطان» وهو شاب مفرط الغباء يفسد كل أمر يقوم به ببلاهته، يحب فتاة تدعى «سامية» ويذهب لوالدها «سعيد طرابيك» ليطلب يدها للزواج، ولكن والدها يطلب منه أن يجهز شقة وغيرها من متطلبات الزواج في وقت قصير جدا، ولكن «سلطان» لا يستطيع أن يأتي بهذه المتطلبات في مدة قصيرة.
تعرفه «سامية» على زوج خالتها «ضبش» ليعمل معه، وبالتالي تكون وظيفة يوفر منها «سلطان» نقوداً للزواج، ولكن لا تعلم «سامية» أن المعلم «ضبش» لص في الأصل، وتتوالى الأحداث في قالب كوميدي.
فكرة الشخصية الرئيسية في الفيلم مأخوذه من الفيلم الأمريكي غباء في غباء بطولة جيم كاري مع بعض التمصير والإضافات المصرية.

## أبطال الفيلم
- هاني رمزي
- نيللي كريم
- حسن حسني
- طلعت زكريا
- سعيد طرابيك
- عبد الله مشرف
- فايق عزب

### شارك في التمثيل

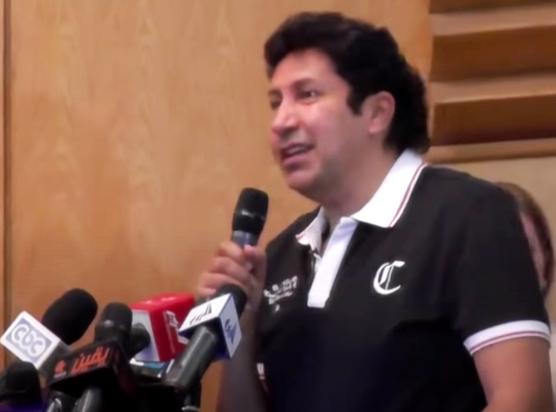
هاني رمزي (2014)

- هناء بركات: زوجة صاحب الڤيلا
- حياة عبدول: المذيعة
- طارق سليمان: صاحب الڤيلا
- حسين أبو حجاج: شوقي
- غادة فلفل: زوجة شوقي
- ليلى الإسكندرانية: الجارة
- وحيد الشافعي: بائع المياه الغازية
- مصطفى عباس: صبي ضبش
- ماهيتاب: فتاة ليل

## وصلة خارجية
- مقالات تستعمل روابط فنية بلا صلة مع ويكي بيانات